# رد چیلیز انترتینمنت
رد چیلیز انترتینمنت (انگلیسی: Red Chillies Entertainment) یک شرکت هندی تولید و توزیع جلوه‌های تصویری است که در سال ۲۰۰۲ توسط شاهرخ خان و همسرش گوری خان تأسیس گردید. این کمپانی که در بمبئی می‌باشد موارد توسعه خلاقانه، تولید، بازاریابی، توزیع، صدور مجوز، بازارپردازی و همنشری فیلم در هند و سراسر جهان را پوشش می‌دهد. آنها همچنین یک کمپانی جلوه‌های تصویری می‌باشند.